# Victor Hugo (1942-1993)
Ne doit pas être confondu avec Victor Hugo.
Victor Hugo (1942-1993), né Victor Rojas, est un artiste américain né au Venezuela.
Il était l'étalagiste et le compagnon du créateur de mode Roy Halston Frowick,.
Il a également été assistant et modèle pour Andy Warhol à la Factory.
Il est interprété par Gian Franco Rodríguez dans la mini-série Halston sortie en 2021.